# Принцип Парето

80/20 Принцип Парето

При́нцип Парéто або ж Зако́н Паре́то (також відомий як пра́вило Паре́то, пра́вило 80—20 і при́нцип мало́ї кі́лькості причи́н) — емпіричне правило, яке стверджує, що для багатьох явищ 80 відсотків наслідків спричинені 20 відсотками причин. Ця ідея знайшла застосування у багатьох галузях. Наприклад, 20% злочинців скоюють 80% злочинів, 20% водіїв створюють 80% аварій, 20% покупців дають 80% прибутків.
Принцип був відкритий Джозефом Мозесом Юраном, а названий ім'ям італійського економіста Вільфредо Парето, який спостеріг, що 80% власності в Італії належить 20% її населення.

## Наслідки принципу Парето
1. Досягнення бажаних результатів спричинене незначною частиною факторів чи дій, так само, як і більшість успішних справ чи невдач обумовлені незначною дією конструктивних чи деструктивних чинників.
2. Більша частина вкладених зусиль не приводить до бажаного результату.
3. Наявність прихованих факторів і невідповідність дійсності тому, що індивід може вважати логічним.
4. Дія прихованих факторів на результат діяльності індивіда, який може відрізнятися від бажаного.
5. Не потрібно витрачати весь час і всі ресурси для отримання бажаного результату, натомість потрібно знайти «ключові завдання», куди вкласти 20% зусиль, щоб отримати 80% результату.

## Математичне формулювання
Є список об'єктів та видів об'єктів (товарів) T1, T2 … Tn і є деякий вимірний результат (прибуток), який є адитивною функцією від об'єктів (загальний прибуток є сумою прибутків від усіх товарів), R (T1, T2 … Tn) = R (T1) + R (T2) + … R (Tn). Так от, принцип Парето говорить:
1. Існує таке число 0 <a <0,5, що об'єкти можна розбити на дві групи M1 і M2 так, що чисельність групи M1 буде дорівнює a * n, а результат R (M1) = (1-a) * R (M1, M2), тобто 1-a від загального результату всіх об'єктів,
2. І при цьому a = 0,2 (20%).

У такому формулюванні видно, що принцип Парето розпадається на дві частини — наявність точки кососиметричності a (точки Парето), і твердження, що значення цієї точки a = 0,2. Доведемо спочатку першу частину — що точка Парето існує.
Розглянемо гістограму результатів за об'єктами, попередньо упорядкувавши спаданням результату. А тепер побудуємо гістограму накопиченого результату і наблизимо її неперервним графіком.
У подальших міркуваннях ми будемо розглядати безперервний графік результату, тобто вважаємо, що об'єктів у нас дуже багато (приклад — населення країни, кілька тисяч товарів супермаркету).
Отже, y = f (x) — графік результату, лінія червоного кольору. Графік побудований в безрозмірних одиницях — 1 по осі абсцис відповідає повна сукупність об'єктів, 100% від їх кількості; 1 по осі ординат відповідає сумарний результат від повного набору об'єктів. Точка Парето має лежати на прямій y = 1-x, саме ця рівність виражає шукану кососиметричність, товста пряма синього кольору.
Їхнє перетинання дає шукану точку Парето, точку a, таку, що f (a) = 1-a. Графік y = f (x) строго зростає, більше того — це опукла функція (згадуємо, що об'єкти ми впорядковували спаданням результату, тобто похідна спадає). Звідси випливає, що графік функції результату завжди лежить вище прямої y = x (зелена пряма) і збігається з нею в одному випадку — коли всі об'єкти мають однаковий результат, рівномірний розподіл. Тим самим ми довели, що шукана точка Парето завжди існує, її значення менше 0,5 і дорівнює йому в єдиному випадку — рівномірного розподілу результату за об'єктами.
З цього графіка видно, як ми можемо ітераційно продовжити Парето-аналіз. Якщо ми розглянемо обмеження функції на інтервалі (0, a), то можемо побудувати точку Парето другого порядку (той же червоний графік і тонка синя пряма; точка Парето-2 показана пунктиром). Аналогічно можемо вчинити на інтервалі (a, 1) і так далі.

## Критика
Принцип Парето не є доведеним наукою законом — тому самі́ цифри у твердженні, немов са́ме 20 % причин зумовлюють 80 % (й ані більше, ані менше!) наслідків... лишаються все ж досить приблизними!
Наприклад, у різних системах дані відрізняються:
- За твердженням Н. Харитонова, КПРФ, 13% населення Росії володіє 93% її багатств. Це скоріше ближче до 90/10, ніж до 80/20;
- Р. Акофф в, с. 74 говорить: «Збираючи дані для того, щоб приступити до проблеми прогнозування, автор виявив, що приблизно на 10% видів продукції припадає 90% виручки і ще більший відсоток прибутку»;
- Розподіл попиту за найменуваннями журналів: частка звернень залежно від відсотка кількості журналів за різними електронних журналів дає значення точки Парето від 18 до 28%. До речі, це дійсно достовірне дослідження, з виразною методикою і інструментами.

Значення точки Парето 0,2 — величина дуже приблизна. Так що відмінності — істотні і не можна говорити, що всі ці ситуації описуються приблизно одним законом.